# Romilly-sur-Andelle
Romilly-sur-Andelle – miejscowość i gmina we Francji, w regionie Normandia, w departamencie Eure.
Według danych na rok 1999 gminę zamieszkiwało 2655 osób, a gęstość zaludnienia wynosiła 311 osób/km² (wśród 1421 gmin Górnej Normandii Romilly-sur-Andelle plasuje się na 88 miejscu pod względem liczby ludności, natomiast pod względem powierzchni na miejscu 432).